# 6910 Ікеґуті
6910 Ікеґуті (6910 Ikeguchi) — астероїд головного поясу, відкритий 17 березня 1991 року.
Тіссеранів параметр щодо Юпітера — 3,217.